# El Cerrito (comté de Contra Costa, Californie)
Pour les articles homonymes, voir El Cerrito et Cerrito.
El Cerrito est une ville de Californie, située dans le comté de Contra Costa et faisant partie de l'aire urbaine de San Francisco. Lors du recensement de 2010, sa population s’élevait à 23 549 habitants. En espagnol, El Cerrito signifie le monticule.

## Histoire
El Cerrito a été fondée par les réfugiés du séisme de 1906 sur les terres du ranch San Pablo. En 1909, un premier bureau de poste est ouvert et le nom du village est modifié en Rust, d'après William R. Rust, le premier postier,. Cependant, le nom n'est pas apprécié parmi les habitants et est alors changé en El Cerrito en 1916. Un an plus tard, El Cerrito est incorporé en tant que village et compte 1 500 habitants. Le nom signifie « petite colline » ou monticule.

## Géographie
Selon le bureau du recensement des États-Unis, El Cerrito a une superficie totale de 9,551 km2, la totalité de ses terres.

## Démographie
Lors du recensement de 2010, sa population s’élevait à 23 549 habitants avec une densité de 2 465,6 hab./km2 :
- 12 543 (53,3 %) Caucasiens ;
- 6 439 (27,3 %) Asiatiques ;
- 1 819 (7,7 %) Afro-Américains ;
- 107 (0,5 %) Amérindiens ;
- 37 (0,2 %) Océano-Américains ;
- 1 079 (4,6 %) Autre race ;
- 1 525 (6,5 %) Deux ou plusieurs races.

Inclus dans ces chiffres, 2 621 (11,1 %) hispaniques ou latinos.
| 1920  | 1930  | 1940  | 1950   | 1960   | 1970   |
| ----- | ----- | ----- | ------ | ------ | ------ |
| 1 505 | 3 870 | 6 137 | 18 011 | 25 437 | 25 190 |

| 1980   | 1990   | 2000   | 2010   | - | - |
| ------ | ------ | ------ | ------ | - | - |
| 22 731 | 22 869 | 23 171 | 23 549 | - | - |

## Sources
- (en) Cet article est partiellement ou en totalité issu de l’article de Wikipédia en anglais intitulé « El Cerrito, California » (voir la liste des auteurs).